# Фальватерра
Фальватерра (итал. Falvaterra) — коммуна в Италии, располагается в регионе Лацио, в провинции Фрозиноне.
Население составляет 593 человека (2008 г.), плотность населения составляет 46 чел./км². Занимает площадь 13 км². Почтовый индекс — 3020. Телефонный код — 0775.
Покровителем коммуны почитается святой Соссий, празднование в первое воскресение сентября.

## Демография
Динамика населения:

## Администрация коммуны
- Официальный сайт: http://www.comunedifalvaterra.com/